# Bhoja Air
Bhoja Air (укр. Бходжа Ейр) — приватний авіаперевізник у Пакистані. Головний офіс компанії розташований в аеропорту Джина. Перша приватна авіакомпанія в Пакистані використовує Боїнг 737 як основне повітряне судно.

## Історія
Перший міжнародний авіарейс компанія здійснила 24 січня 1998 року з Карачі і Дубай. У 2001 році діяльність Бходжа Ейр була припинена у зв'язку з позбавленням ліцензії на авіаперевезення. У січні 2012 року, авіакомпанія знову отримала ліцензію, авіарейси здійснюються міста: Карачі, Ісламабад, Суккур, Мултан і Лахор. 20 квітня 2012 року Boeing 737 компанії Бходжа Ейр зазнав аварії недалеко від Ісламабада.

## Маршрутна мережа
На кінець травня 2012 року маршрутна мережа регулярних перевезень авіакомпанії Bhoja Air охоплювала наступні пункти призначення:
| Місто     | Аеропорт                                  | Примітки |
| Ісламабад | Міжнародний аеропорт імені Беназір Бхутто |          |
| Карачі    | Міжнародний аеропорт Джина                | хаб      |
| Лахор     | Міжнародний аеропорт Аллам Ікбал          |          |
| Мултан    | Міжнародний аеропорт Мултан               |          |

## Флот
Станом на липень 2012 року повітряний флот авіакомпанії Bhoja Air становив один літак:

### Колишній флот
Раніше авіакомпанія Bhoja Air експлуатувала лайнери Як-42Д.

## Втрати літаків
- 20 квітня 2012 року Boeing 737-236 розбився при заході на посадку в аеропорту Беназір Бхутто (поблизу Ісламабада). Загинуло 127 людей.